# Картмаксимум

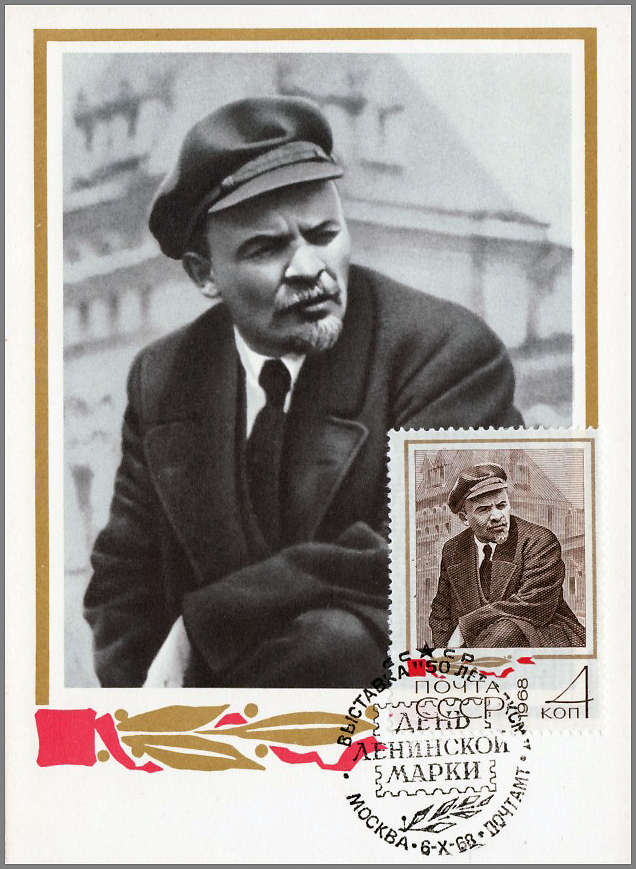

Картма́ксимум, или карт-ма́ксимум (от фр. cartes-maximum), — художественная открытка с наклеенной на лицевой стороне почтовой маркой того же рисунка и с гашением, имеющим отношение к рисунку. Является объектом коллекционирования в особой области современной филателии — максимафилии.

## Описание
Картмаксимум включает три основных элемента и представляет собой (1) художественную почтовую карточку, на иллюстрированной стороне которой наклеена (2) почтовая марка, по сюжету совпадающая с иллюстрацией карточки и погашенная (3) почтовым штемпелем (художественным, первого дня, календарным). Время и место гашения, а также повод соответствуют сюжету карточки и почтовой марки[≡].
Говорить о филателистической ценности картмаксимума можно лишь тогда, когда гашение на нём почтовой марки произведено специальным штемпелем (или календарным штемпелем), который имеет непосредственную связь с рисунком.
В соответствии с положениями максимафилии иллюстрация почтовой карточки и рисунка почтовой марки должны иметь общие сюжеты или одинаковые элементы. Полное (тождественное) совпадение рисунка карточки и марки возможно в том случае, когда они созданы по одному и тому же исходному материалу (по одной и той же репродукции, фотографии и др.). Разрешается использовать только марки, находящиеся в почтовом обращении; доплатные, фискальные и служебные марки не применяются.
Размеры открытки должны быть не более 105 × 148 мм и не менее 90 × 140 мм ± 2 мм; по крайней мере, 75 % её площади должно быть занято изображением, соответствующим сюжету рисунка марки (или одному из сюжетов, если их несколько). Запрещается использовать открытки, если их изображение полностью повторяет марку (например, фотографии марок).
Наклеивание марок на видовой стороне карточек всегда было более популярным среди коллекционеров марок, чем среди филокартистов (собирателей открыток), которые, как правило, предпочитают в своих коллекциях карточки в отличном состоянии.

## Происхождение и терминология
Именно желание соединить на одной целой вещи, в данном случае на почтовой карточке, максимум элементов, представляющих коллекционный интерес, привело в начале XX столетия к созданию первых картмаксимумов и предопределило в дальнейшем появление соответствующего термина. Вот как об этом свидетельствовала Мария Гроэр в статье «Карт-максимумы в тематической коллекции»:
Видимо, это имело место в Египте в 1900—1910 гг. Один из путешественников, наверное любитель и карточек и почтовых марок, будучи в Каире и желая послать привет своим друзьям, купил несколько открыток с изображением пирамиды и сфинкса. Затем, покупая марки, он увидел, что на них был тот же рисунок, что и на открытках, приготовленных к отправке. Это совпадение, совершенно случайное и неожиданное, соблазнило его на закупку таких же художественных карточек, которые он уже сознательно снабдил марками с идентичным рисунком. Таким образом, не подозревая того, наш путешественник 20 мая 1909 года создал, видимо, первую карточку-максимум, или карт-максимум[≡].

Название «карточка-максимум» появилось значительно позже. Один из ведущих «картофилов», француз Лецестр, однажды наклеил марки на иллюстрированные карточки с изображением Триумфальной арки на стороне картинок, как это было принято среди картофилов, а также погасил марку календарным штемпелем почтовой конторы № 108, расположенной в районе Триумфальной арки в Париже. Рассматривая новый экземпляр своей коллекции, он заметил, что эта карточка содержит максимум элементов, которые можно объединить вместе. Название, предложенное им на страницах журнала «La Revue de Libre-Échange» («Обозрение свободного обмена») от 1 августа 1932 года быстро привилось и ныне употребляется всеми.
По другим сведениям, до первого известного использования термина «картмаксимум» в 1932 году коллекционеры указывали от руки на оборотной стороне открыток в рамке, предназначенной для наклеивания почтовой марки: «Timbre (sur) côté vue» («Марка на видовой стороне»). Тем самым почтовые работники уведомлялись о том, что почтовая марка была нанесена на другую сторону карточки. Иногда могли встречаться вариации этого сообщения на других языках или просто слово англ. «Verso» («Оборотная сторона»). Иногда такие карточки помечались как требующие оплаты почтового сбора («Postage due»), если почтовый клерк не обращал внимания на надписи от руки. Размещение оттиска почтового штемпеля на видовой стороне карточек было обычной практикой для тех, кто собирал открытки и почтовые гашения. Таким образом, изображение и гашение могли быть видны одновременно при установке таких карточек в альбом. Ранние подобные объекты коллекционирования называются TCV-карточками («TCV card»; TCV — сокращение от фр. «Timbre côté vue»)[≡]. Первая известная TCV-карточка была отправлена из Греции в 1896 году.

## Выпуски СССР
Идя навстречу пожеланиям коллекционеров, Центральное филателистическое агентство (ЦФА) «Союзпечать» при Министерстве связи издало 18 июля 1972 года первый официальный советский картмаксимум. К 25 декабря 1974 года был выпущен 31 картмаксимум, а к концу 1979 года — уже 122 картмаксимума. Примечательно, что для гашения картмаксимумов употреблялись те же штемпели первого дня, что и для аналогичных конвертов первого дня (КПД).

Примеры картмаксимумов Советского Союза и России
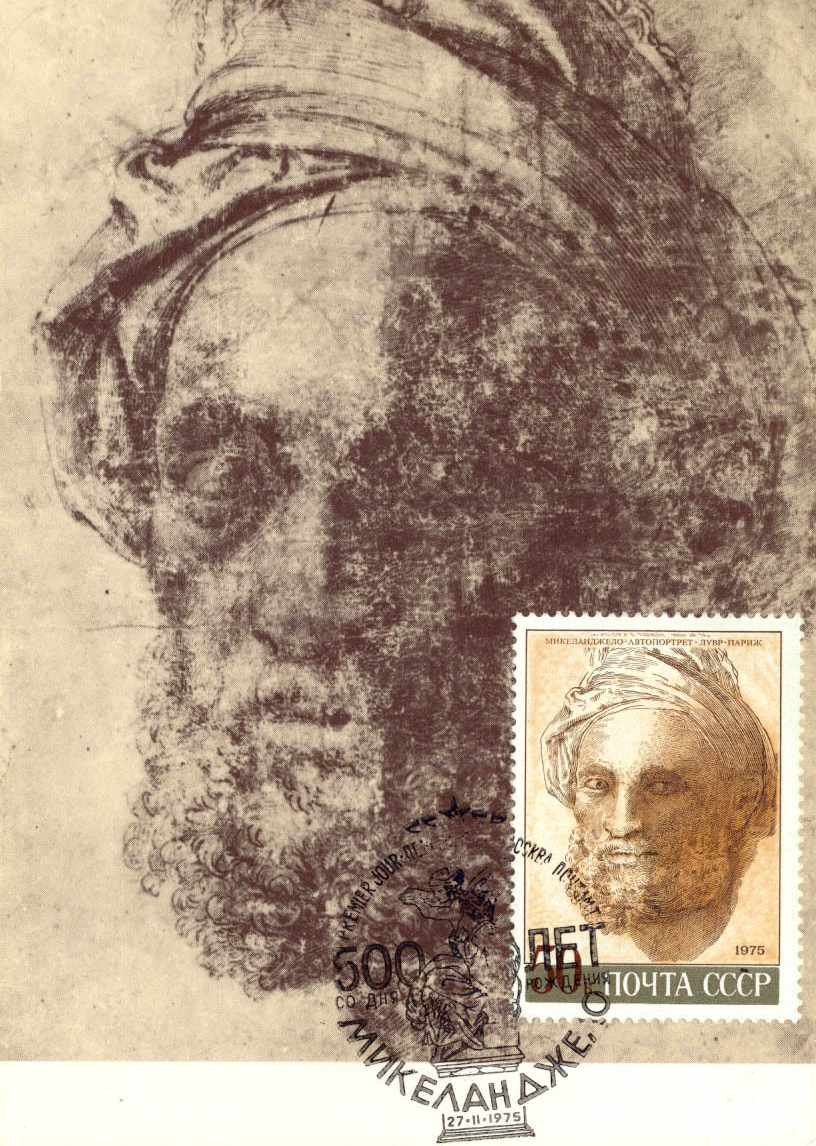
Картмаксимум «Микеланджело. Автопортрет. Лувр. Париж», СССР, 1975 (ЦФА [АО «Марка»] № 4438). Гашение первого дня: «500 лет со дня рождения Микеланджело», Москва, Почтамт, 27.02.1975
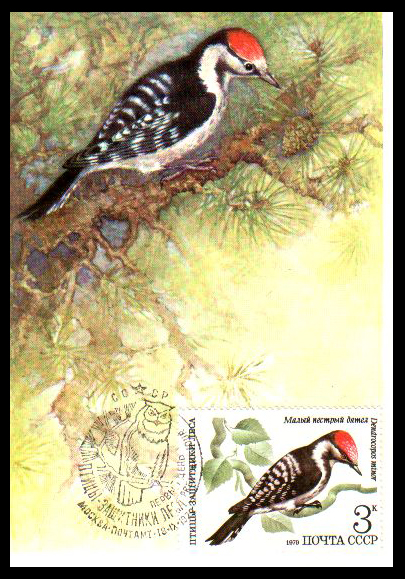
Картмаксимум «Малый пёстрый дятел», СССР, 1979 (ЦФА [АО «Марка»] № 5002). Гашение первого дня: «Птицы — защитники леса», Москва, Почтамт, 18.09.1979
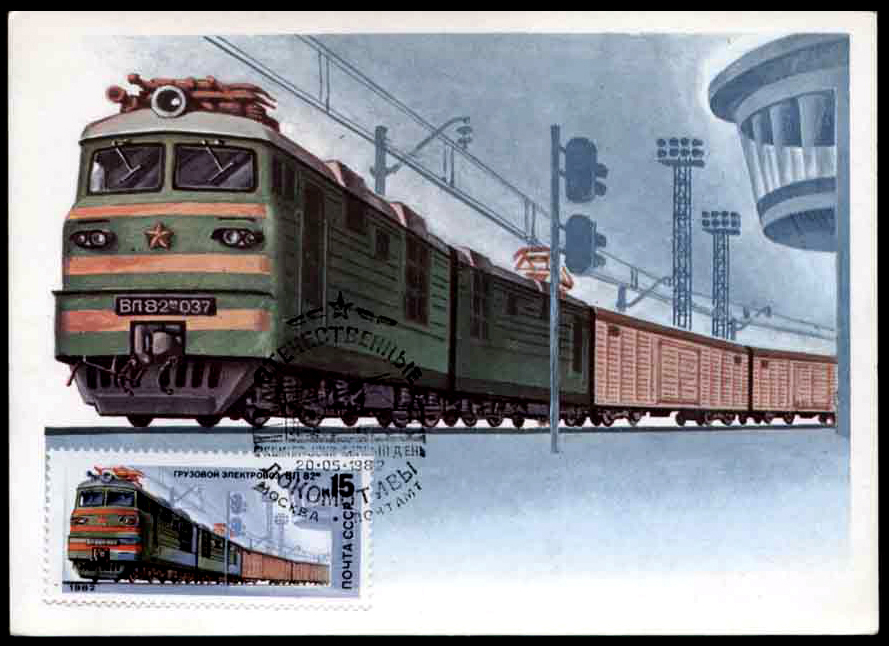
Картмаксимум «Грузовой электровоз ВЛ80», СССР, 1982 (ЦФА [АО «Марка»] № 5296). Гашение первого дня: «Отечественные локомотивы», Москва, Почтамт, 20.05.1982

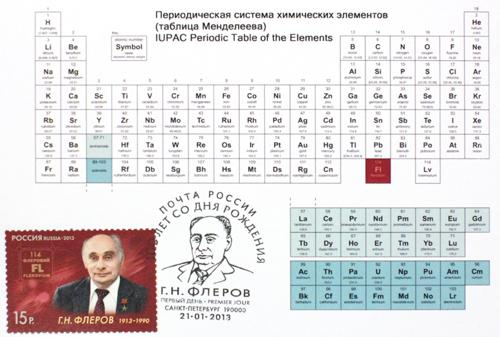
Картмаксимум к 100-летию со дня рождения Г. Н. Флёрова, Россия, 2013. Гашение первого дня: Санкт-Петербург, 190000, 21.01.2013

## Каталогизация
Известны специализированные каталоги, в которых картмаксимумы систематизируются в хронологичном порядке. Самый ранний советский каталог одновременно КПД и картмаксимумов вышел в свет в конце 1975 года и включал сведения о 31 картмаксимуме, которые появились в СССР за период с 1968 по 1974 год. В этом каталоге, опубликованном ЦФА «Союзпечать», были указаны выходные данные о почтовых марках, которые использовались для картмаксимумов. При этом нумерация картмаксимумов была порядковой и отражала последовательность выпуска. Поскольку картмаксимумы и КПД гасились одними и теми же штемпелями первого дня, описание их сюжетов не повторялось в разделе «Картмаксимумы». Каталог был хорошо иллюстрирован.
В 1980 году появился каталог КПД и картмаксимумов за период 1975—1978 годов, в котором были описаны 63 картмаксимума.
Следующий каталог КПД и картмаксимумов СССР увидел свет в 1981 году (согласно выходным данным — в 1980 году). Он содержал сведения о 122 картмаксимумах, появившихся в 1968—1979 годах, которые имели всё ту же порядковую нумерацию (в хронологической последовательности).
В 1985 году был издан аналогичный каталог за 1980—1983 годы, в котором имелись примерный тематический, именной и географический указатели, а также переходная таблица нумерации. Последний советский каталог подобного рода был опубликован в 1989 году и описывал издания картмаксимумов 1984—1986 годов.

## Максимафилия
Максимафилия признана Международной федерацией филателии, в которой имеется соответствующая комиссия, разрабатывающая выставочные регламенты по оценке конкурсных экспонатов на выставках различного уровня.